# Ovila Légaré

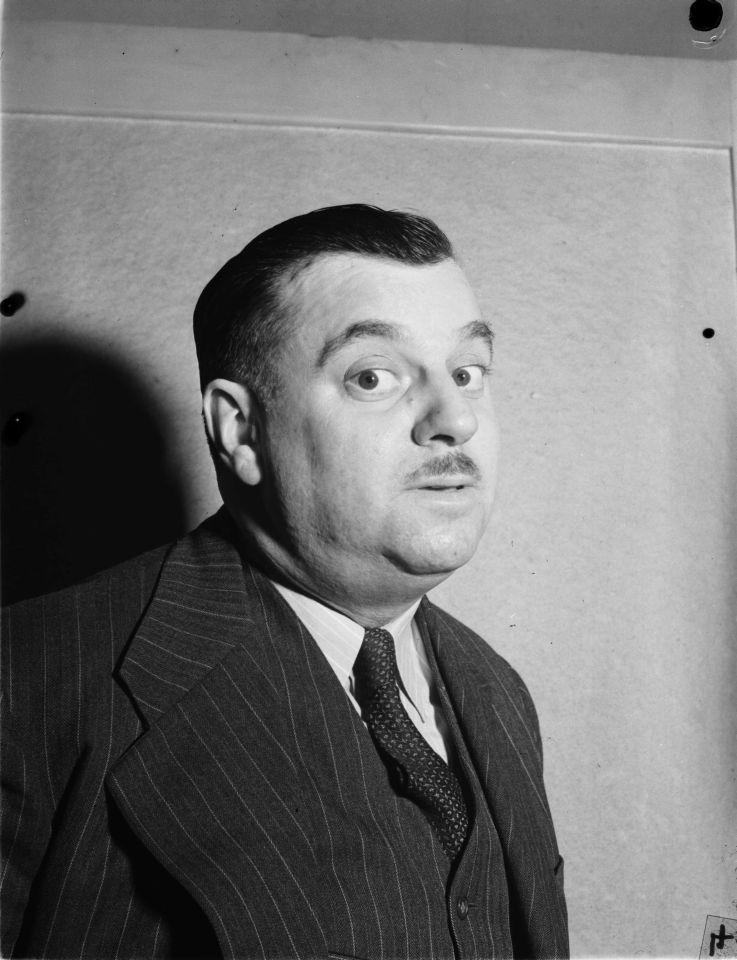
Ovila Légaré (1948)

Ovila Légaré (* 21. Juli 1901 in Montreal; † 19. März 1978 ebenda) war ein kanadischer Schauspieler und Singer-Songwriter.

## Leben
Légaré interessierte sich in seiner Jugend für traditionelle Musik aus Quebec und begann, Violine zu spielen. Als er nach einem Unfall das Instrument nicht mehr spielen konnte, schlug er eine Laufbahn als Sänger und Schauspieler ein. Bis zu seinem Tod war er als Schauspieler am Theater, beim Rundfunk und später beim Fernsehen aktiv. So wirkte er von 1939 bis 1958 in der Serie Nazaire et Barnabé des Senders CKAC mit. In den 1940er-Jahren übernahm er auch Rollen in Spielfilmen wie Le Père Chopin, Le Curé du village, La Forteresse und Un Homme et son péché. Im Jahre 1953 übernahm er die Rolle des Mordopfers in Alfred Hitchcocks Thriller Ich beichte.
Als Sänger traditioneller kanadischer Musik wurde Légaré Anfang der 1920er Jahre mit Auftritten in Conrad Gauthiers Veillées du bon vieux temps bekannt. 1927 lernte er Charles Marchand kennen, bei dem er seinen Gesangsstil perfektionierte.
Von Légaré sind knapp dreißig Aufnahmen bei Starr und Columbia Records erhalten, bei denen er u. a. von Blanche Gauthier, den Trio von Henri Lacroix, Juliette Béliveau und Madame Bolduc begleitet wurde. Besonders erfolgreich waren Dans l'temps du Jour de l'An, La Bastringue und Chapleau fait son Jour de l'An. Der Song Des mitaines pas de pouces wurde 2010 in die Canadian Songwriters Hall of Fame aufgenommen. Eine Sammlung seiner Songs erschien 1972 mit einer Einführung von Tex Lecor unter dem Titel Les Chansons d'Ovila Légaré.